# Нова Маскара
Нова Маскара́ (рос. Новая Маскара) — село (у минулому присілок) у складі Білокатайського району Башкортостану, Росія. Входить до складу Білянківської сільської ради.
Населення — 119 осіб (2010; 124 у 2002).
Національний склад:
- башкири — 99 %